# Barrio Presidente Perón (Río Negro)
Barrio Presidente Perón es un barrio del municipio de Cinco Saltos, Departamento General Roca, Provincia de Río Negro, Argentina. Se encuentra 3 km al norte del centro de Cinco Saltos, desarrollándose casi en su totalidad sobre la margen oeste del canal principal de riego. La avenida principal del barrio se denomina Intendente Beccher.

## Población
Cuenta con 726 habitantes (Indec, 2010), lo que representa un incremento del 42% frente a los 511 habitantes (Indec, 2001) del censo anterior.